# Беинамар
Беинамар (фр. Béïnamar) — город и супрефектура в Чаде, расположенный на территории региона Западный Логон. Административный центр департамента Додже.

## Географическое положение
Город находится в юго-западной части Чада, на левом берегу реки Нья (бассейн реки Логон), на высоте 508 метров над уровнем моря.
Населённый пункт расположен на расстоянии приблизительно 379 километров к юго-юго-востоку (SSE) от столицы страны Нджамены.

## Население
По данным официальной переписи 2009 года численность населения Беинамара составляла 31 119 человек (15 165 мужчин и 15 954 женщины). Население супрефектуры по возрастному диапазону распределилось следующим образом: 53,3 % — жители младше 15 лет, 44 % — между 15 и 59 годами и 2,7 % — в возрасте 60 лет и старше.

## Транспорт
Ближайший аэропорт расположен в городе Мунду.